# Milton McDonald
Milton McDonald (Londra, 26 aprile 1963) è un chitarrista britannico noto prevalentemente per la sua prolifica attività di turnista, e per essere membro della band Electric Light Orchestra.

## Biografia
Inizia la sua attività nei locali di Londra, sua città natale, nel 1984. nel corso degli anni ha collaborato con moltissimi artisti, tra cui Patricia Kaas, Anderson Bruford Wakeman Howe, Spice Girls, S Club 7, Take That, M People, Louise, Tina Turner, Atomic Kitten, Hear'Say, e Girls Aloud. Dal 2017 è membro della Electric Light Orchestra.

## Discografia

### Solista
- 2021 - Nine in the Morning

### Con la Electric Light Orchestra
- 2019 - From Out of Nowhere (Jeff Lynne's ELO)